# شهرستان ایچون
شهرستان ایچون (به کره‌ای: 이천군) یک شهرستان در جنوب کره شمالی (مرکز شبه‌جزیره کره) است که در تابعیت استان گانگوون قرار دارد.

## تقسیمات اداری
شهرستان ایچون به ۱ شهرک و ۲۲ روستای تابعه تقسیم شده است.
| - ‌ شهرک‌ها - ایچون (이천읍، Ich'ŏn-ŭp) - روستاها - اومی (우미리، Umi-ri) - اونهِنگ‌جونگ (은행정리، Ŭnhaengjŏng-ni) - اوهیون (오현리، Ohyŏl-li) - جانگجه (장재리، Changjae-ri) - جانگ‌دونگ (장동리، Changdong-ni) - چوکدونگ (축동리، Ch'uktong-ni) - ریونگ‌جونگ (룡정리، Ryongjŏng-ni) - ساچونگ (사청리، Sach'ŏng-ni) - سانگها (상하리، Sangha-ri) - سانجی (산지리، Sanji-ri) | - روستاها (ادامه) - سانچام (산참리، Sanch'am-ni) - سونگبوک (성북리، Sŏngbuk-ri) - سونگ‌جونگ (송정리، Songjŏng-ni) - شیم‌دونگ (심동리، Shimdong-ni) - شیندانگ (신당리، Shindang-ni) - شینهونگ (신흥리، Shinhŭng-ni) - گونسول (건설리، Kŏnsŏl-li) - گه‌چون (개천리، Kaech'ŏl-li) - مورونگ (무릉리، Murŭng-ni) - موندونگ (문동리، Mundong-ni) - هاکپونگ (학봉리، Hakpong-ni) - هوئسان (회산리، Hoesal-li) |

## تاریخ
استان گانگوون به شکل مدرن آن در ماه اوت ۱۸۹۶ میلادی تاسیس شد. شهرستان ایچون در تابعیت این استان قرار گرفت.
پس از برقراری حاکمیت استعماری ژاپن بر کره در سال ۱۹۱۰ میلادی، این استان، بدون تغییر خاصی، ادامه یافت. علاوه بر نام رسمی کره‌ای آن، «ایچون»، نام ژاپنی آن نیز (تلفظ ژاپنی همان نویسه‌های چینی بازتاب‌دهندهٔ نام این استان)، شهرستان ایسِن (به ژاپنی: 伊川郡، برگردان به لاتین: Isen-gun) به رسمیت رسید. در آن دوران، شهرستان ایچون/ایسِن متشکل از یازده قصبه بود:
1. قصبهٔ آنهیوپ/آنکیو (안협면، 安峡面، Anhyŏp-myŏn/Ankyō-men)
2. قصبهٔ اونگتان/یونادا (웅탄면، 熊灘面، Ungtʼan-myŏn/Yūnada-men)
3. قصبهٔ ایچون/ایسِن (이천면، 伊川面، Ich'ŏn-myŏn/Isen-men)
4. قصبهٔ بانگ‌جانگ/هوجو (방장면، 方丈面، Pangchang-myŏn/Hōjō-men)
5. قصبهٔ پان‌گیو/هان‌کیو (판교면، 板橋面، Pʼanʼgyo-myŏn/Hankyō-men)
6. قصبهٔ راگیانگ/راکوجو(락양면، 楽壌面، Nakyang-myŏn/Rakujō-men)
7. قصبهٔ ریونگپو/ریوهو (룡포면، 竜浦面، Ryŏngpʼo-myŏn/Ryūho-men)
8. قصبهٔ شرقی (دونگ/تو) (동면، 東面، Tong-myŏn/Tō-men)
9. قصبهٔ سانّه/سانّای (산내면، 山内面، Sannae-myŏn/Sannai-men)
10. قصبهٔ غربی (سو/سئی) (서면، 西面، Sŏ-myŏn/Sei-men)
11. قصبهٔ هاکبونگ/کاکوهو (학봉면، 鶴鳳面، Hakpong-myŏn/Kakuhō-men)

پس از استقلال کره از ژاپن در سال ۱۹۴۵ میلادی، این کشور و همین‌طور استان گانگوون به دو نیمه تقسیم شد. شهرستان ایچون در کره شمالی و در نیمهٔ شمالی استان گانگوون قرار گرفت.
در پی قطعی شدن مرز بین دو کره، در دسامبر سال ۱۹۵۲ میلادی، در کره شمالی، «قصبه» به‌عنوان یک واحد اداری بالکل منحل شد. در عوض، روستاهای کوچکتر و بزرگتر در جای‌جای کشور با هم تجمیع شده و وظایف اداری بیشتری به آن‌ها سپرده شد، و آن‌ها عملا به سطح سوم تقسیمات کشوری، مستقیما تابعهٔ شهرستان‌ها تبدیل شدند.
در همان تاریخ و در چهارچوب این پروسه، ۳ قصبهٔ منحل شدهٔ «بانگ‌جانگ» [방장면]، «پان‌گیو» [판교면]، «راگیانگ» [락양면] از شهرستان ایچون، و بخش‌‌هایی از قصبه‌های منحل شدهٔ همسایه، ادغام شده و شهرستان پان‌گیو را تشکیل دادند.
در همان تاریخ و در چهارچوب این پروسه،  قصبهٔ منحل شدهٔ «اونگتان» [웅탄면] نیز، به همراه دو قصبهٔ منحل شده از شهرستان مونچون، قصبه‌های «پونگ‌سانگ» [풍상면] و «پونگهوا» [풍하면]، ادغام شده و شهرستان بوپدونگ را تشکیل دادند.
در همان تاریخ، دو قصبهٔ منحل شدهٔ «آنهیوپ» [안협면] و «شرقی (دونگ)» [동면] و بخش‌هایی از قصبهٔ «غربی (سو)» [서면]،‌ از شهرستان ایچون جدا شده و ضمیمهٔ شهرستان چوروون شدند.
در طول این پروسه، روستاهای مختلف قصبه‌های این شهرستان (۱۴ روستا از قصبهٔ‌ «ایچون»، ۶ تا از قصبهٔ «سانّه»، ۵ تا از قصبهٔ‌ «غربی (سو)»، ۱۳ تا از قصبهٔ «هاکبوک»، ۶ تا از قصبهٔ «یونگپو»)، به شرح زیر ادغام شده و به ۱ شهرک و ۲۱ روستای نهائی تبدیل شدند:
- شهرک
  1. ایچون [이천읍] از ادغام روستاهای «بیسوک» [비석리]، «تاپ» [탑리]، «چونان» [천안리]، «شینهونگ» [신흥리]، «هانگ‌گیو ۱ام» [향교1리]، «هانگ‌گیو ۲ام» [향교2리]، «هانگ‌گیو ۳ام» [향교3리] (قصبهٔ منحل شدهٔ «ایچون»)

- روستاها
  1. اونهِنگ‌جونگ [은행정리] از ادغام روستاهای «اونهِنگ‌جونگ» و «موکماک» [묵막리] (قصبه‌ٔ منحل شدهٔ «هاکبونگ»)
  2. اومی [우미리] از ادغام روستای «اومی ۲ام» [우미2리] و بخشی از «اومی ۱ام» [우미1리] (قصبه‌ٔ منحل شدهٔ «غربی (سو)»)
  3. اوهیون [오현리] از ادغام روستای «چوکدونگ» و بخشی از «ساچونگ» [사청리] (قصبه‌ٔ منحل شدهٔ «هاکبونگ»)
  4. جانگجه [장재리] از ادغام بخش‌هایی از روستاهای «جانگجه» و «سونگبوک» [성북리] (قصبه‌‌های منحل شدهٔ «سانّه» و «هابوک»)
  5. جانگ‌دونگ [장동리] از ادغام روستای «جانگ‌دونگ»، «هواپونگ» [화풍리] و بخشی از روستای «سامگو» [삼거리] (قصبهٔ منحل شدهٔ «سانّه»)
  6. چوکدونگ [축동리] از ادغام روستای «چوکدونگ» و بخشی از «هوائام سفلی (هاهوائام)» [하화암리] (قصبه‌ٔ منحل شدهٔ «غربی (سو)»)
  7. ساچونگ [사청리] از ادغام روستای «ده‌هاهیون» [대하현리] و بخش‌هایی از روستاهای «جانگهانگ» [장항리] و «ساچونگ»  (قصبه‌ٔ منحل شدهٔ «هاکبونگ»)
  8. سانجی [산지리] از ادغام روستای «سانجی» و بخشی از روستای «یونگهونگ ۱ام» [용홍1리] (قصبهٔ منحل شدهٔ «یونگپو»)
  9. سانچام [산참리] از ادغام روستای «سانچام» [산참리] و بخشی از «هوائام سفلی (هاهوائام)» [하화암리] (قصبه‌ٔ منحل شدهٔ «غربی (سو)»)
  10. سانگها [상하리] از ادغام روستای «سانگها» و بخشی از روستای «جانگجه» [장재리] (قصبهٔ منحل شدهٔ «سانّه»)
  11. سونگبوک [성북리] از ادغام بخش‌هایی از روستاهای «سونگبوک» و «هوئسان» [회산리] (قصبه‌‌های منحل شدهٔ «ایچون» و «هاکبونگ»)
  12. سونگ‌جونگ [송정리] از ادغام روستای «سونگ‌جونگ» و بخشی از روستای «سامگو» [삼거리] (قصبهٔ منحل شدهٔ «سانّه»)
  13. شیمدونگ [심동리] از ادغام بروستاهای «سونگهو» [성호리]، «شیمدونگ» و «گونگسوتان» [공수탄리]، «نودونگ» [노동리] (قصبهٔ منحل شدهٔ «هابوک»)
  14. شیندانگ [신당리] (قصبه‌ٔ منحل شدهٔ «ایچون»)
  15. گونسول [건설리] از ادغام روستاهای «آن‌یانگ» [안양리]، «نامجوا» [남좌리] (قصبه‌ٔ منحل شدهٔ «ایچون»)
  16. گه‌چون [개천리] از ادغام روستاهای «گه‌سانگ» [개상리]، «گه‌ها» [개하리] (قصبه‌ٔ منحل شدهٔ «ایچون»)
  17. مورونگ [무릉리] (قصبهٔ منحل شدهٔ «یونگپو»)
  18. موندونگ [문동리] از ادغام روستای «چانگجون» [창전리]، «موندونگ»، «هوئام» [호암리] (قصبهٔ منحل شدهٔ «یونگپو»)
  19. هاکبونگ [학봉리] از ادغام روستاهای «شینپا» [신파리] و «هاکبونگ» (قصبه‌ٔ منحل شدهٔ «هاکبونگ»)
  20. هوئسان [회산리] از ادغام روستاهای «چوموک» [개상리]، «هوئسان» (قصبه‌ٔ منحل شدهٔ «ایچون»)
  21. یونگ‌جونگ [용정리] از ادغام بخش‌هایی از روستاهای «اومی ۱ام» [우미1리]، «جانگهانگ» [장항리]، «هوائام علیا (سانگ‌هوائام)» [상화암리] (قصبه‌‌های منحل شدهٔ «غربی (سو)» و «هاکبونگ»)

در سال ۱۹۵۴ میلادی، روستای «شینهونگ» [신흥리] مجددا تأسیس شد. این روستا شامل بخشی از اراضی شهرک «ایچون» و بخشی از روستای «شیمدونگ» بود. (۱ شهرک، ۲۲ روستا)